# 席摩·海赫
西蒙·海耶（芬蘭語：Simo Häyhä，芬蘭語發音：[ˈsimo ˈhæy̯hæ] ⓘ；1905年12月17日—2002年4月1日），又译西莫·海于海，是一位芬蘭陸軍狙擊手，第二次世界大戰期間被敵軍蘇聯稱為「白色死神」（俄語：Белая Смерть）。
原本是農民兼獵人的海赫於1925年開始服兵役，接著加入芬蘭志願民兵白衛隊。二戰期間，海赫於1939年至1940年在冬季戰爭中對抗蘇聯紅軍，用SAKO M/28-30步槍和KP-31索米冲锋槍在98天內創下505名至542名經確認的擊殺記錄，是史上殺敵數最高的狙擊手。1940年3月6日，海赫臉部中彈重傷昏迷，等他清醒時冬季戰爭已經結束。
戰後他改當駝鹿獵人與育犬員，並在芬蘭小鎮魯奧科拉赫蒂度過晚年。2002年4月1日，海赫於哈米纳一所退伍軍人護理之家逝世，享耆壽96歲。

## 早年生涯與從軍
席摩·海赫於1905年12月17日出生在芬蘭大公國維堡省勞特耶爾維。他生在一個傳統信義宗農村家庭，在家中八個孩子裡排行第七。海赫是一位農民兼獵人，長期待在野外讓他打好了射擊底子。他在17歲時加入當地保衛隊，進一步鍛鍊了射擊能力，並於21歲時成為芬蘭志願民兵白衛隊的一份子。海赫在維堡省的射擊比賽中屢獲佳績。據報導，他家中擺滿了射擊比賽的獎盃。
1925年12月10日至1926年3月5日，19歲的海赫加入芬蘭軍隊，隸屬自行車步兵2營第1連，在維堡省的赖沃拉（Raivola）服役。隨後他進入軍官學校接受下士訓練至1926年6月1日，再行接受士官訓練至同年8月18日。結業後，海赫已升上下士，並到特里約基擔任自行車步兵1營第3連的班長，1927年3月21日服完兵役退伍。
雖然海赫以狙擊能力著稱，不過他是一直到冬季戰爭爆發前一年的1938年才在科沃拉的一個村子烏蒂的訓練營接受狙擊手訓練，時間是該年的7月14日至8月2日。根據曾為海赫寫傳的塔皮奥·萨雷莱宁（Tapio Saarelainen）少校所言，海赫能够估计远至150米的距离，精确度在一米以内。萨雷莱宁也提到，海赫在民兵訓練期間曾在一分鐘內從150公尺外打中16次靶子，就他使用的是手動步槍這點來看是相當了不得的表現。

## 冬季戰爭
第二次世界大戰期間，芬蘭與蘇聯於1939年至1940年間爆發冬季戰爭。海赫於1939年10月10月被徵召到维堡的兵營，冬季戰爭隨即在同年11月30日開打。海赫在其中的柯拉戰役擔任芬蘭陸軍第34團第6連的狙擊手，對抗蘇聯紅軍。海赫全身穿著白色迷彩服在雪地作戰，氣溫極低，介於−40 °C（−40 °F）至−20 °C（−4 °F）之間。由於時任蘇聯最高領導人史達林在1930年代對軍事人才進行大整肅，紅軍的秩序混亂，且在大多數戰役中，蘇聯軍隊都沒有分發到白色迷彩服，使得芬蘭方的狙擊手能輕易發現他們。

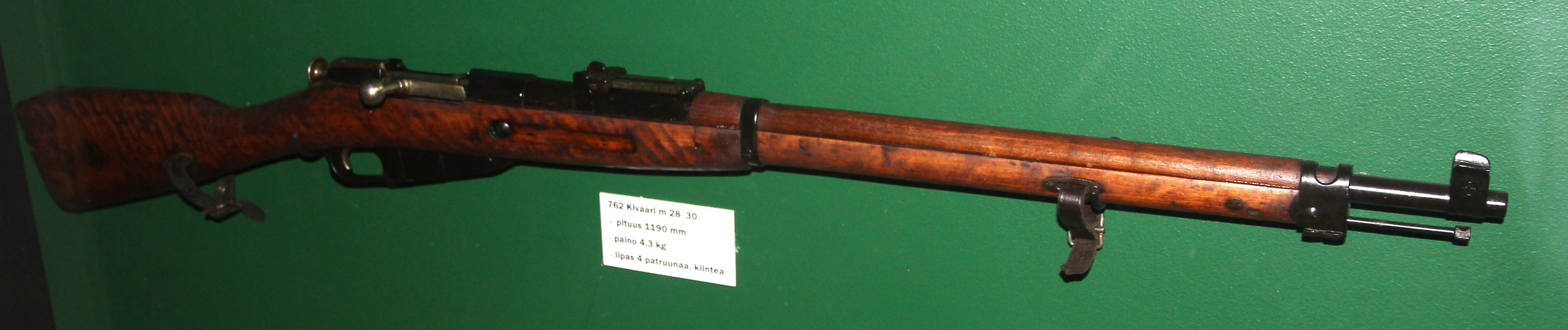
芬蘭製莫辛-納甘步槍M28-30型。與帝俄/蘇聯製版本相比，改良過的機械瞄具為其特徵。

海赫使用的步槍是白衛隊發放的芬蘭國產步槍SAKO M/28-30，編號為60974。該步槍是蘇聯製莫辛-納甘步槍的芬蘭改版，身高偏矮、高160公分的海赫與之搭配得很好。他只使用槍身上的鐵製照門與準星，不使用瞄準鏡，所以他不需要像有使用的狙擊手一樣抬頭對準瞄準鏡，從而縮小自身輪廓，也不怕瞄準鏡反射日光暴露行蹤，大幅降低暴露及中彈的機率。海赫不熟悉其他步槍，所以不願意換用蘇聯的步槍（如m/91-30 PE或PEM）。海赫經常在他的狙擊點前方堆起雪堆來隱蔽身體，同時減少步槍開火時揚起的雪。據說他在狙擊時還會將雪含在口中，避免呼出的熱氣暴露行蹤。據傳，海赫的狙擊距離最遠達450公尺。另外，海赫也是KP-31索米冲锋槍高手，他在冬季戰爭期間的擊殺數大多來自這把槍。被問到他是如何成為如此厲害的射手時，海赫回答道「多練習」。

### 殺敵數

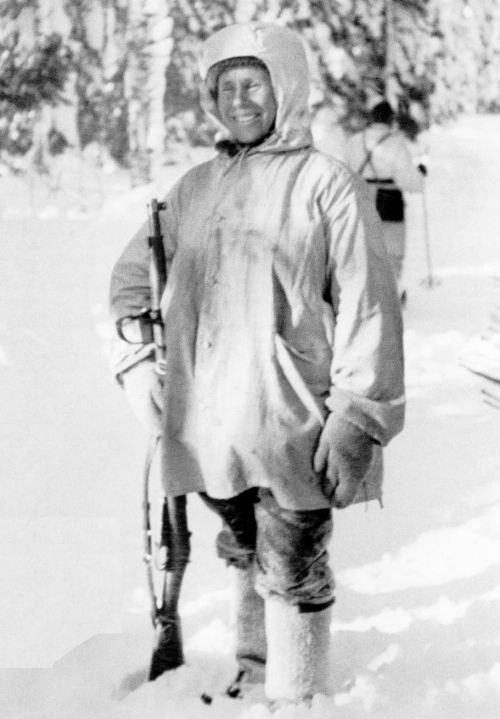
拿著「榮譽步槍」的海赫

在不到100天內，海赫平均每天擊殺5名蘇聯士兵。1939年12月21日，海赫創下他的單日最高擊殺數，共殺了25人。當時狙擊手的擊殺數需要狙擊手自己計算，戰友也要予以確認才算。然而，由於被狙殺者都在蘇聯方，導致海赫的確切狙殺數無從考證。統計至受傷退下時，海赫在戰場上共待了98天，擊殺了505名至542名敵軍（其中有259名敵軍是死在他用M/28-30的狙擊之下），是二戰期間也是史上擊殺數最多的狙擊手。海赫從未公開談論他的擊殺數，但他在私人日記中估算自己的殺敵數約為500人。1940年2月17日，海赫獲所屬單位的指揮官A·史雲遜（A. Svensson）頒發「榮譽步槍」。
| 海赫在冬季戰爭中的狙殺人數統計 | 海赫在冬季戰爭中的狙殺人數統計 | 海赫在冬季戰爭中的狙殺人數統計 | 海赫在冬季戰爭中的狙殺人數統計 | 海赫在冬季戰爭中的狙殺人數統計 |
| 統計時間                       | 統計時長                       | 統計期間狙殺數                 | 累積狙殺數                     | 來源                           |
| ------------------------------ | ------------------------------ | ------------------------------ | ------------------------------ | ------------------------------ |
| 1939年12月22日                 | 22天                           | 138人                          | 138人                          | [ 33 ]                         |
| 1940年1月26日                  | 35天                           | 61人                           | 199人                          | [ 34 ]                         |
| 1940年2月17日                  | 22天                           | 20人                           | 219人                          | [ 35 ]                         |
| 1940年3月7日                   | 18天                           | 40人                           | 259人                          | [ 35 ]                         |

### 受傷

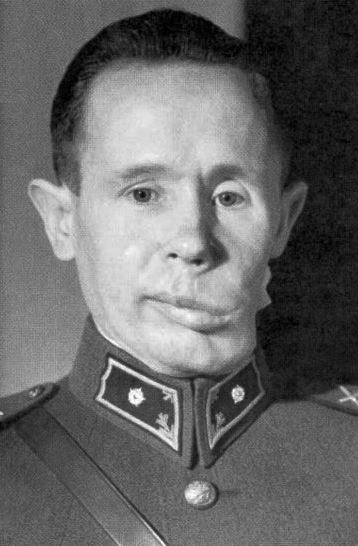
1940年代的海赫，從照片可以看見他左臉頰的傷

海赫令蘇聯軍聞風喪膽，蘇聯軍稱他為「白色死神」（俄語：Белая Смерть）。蘇聯軍使用反狙擊手戰術和炮擊等，千方百計想殺掉海赫。一次，有一枚砲彈落在海赫的狙擊點附近，讓他受了點輕傷。1940年3月6日，海赫在一場近距離突擊戰鬥中被紅軍的一枚爆破子彈擊中左下顎，重傷昏迷。他到3月13日才逐漸清醒過來，當天冬季戰爭也隨著雙方簽訂《莫斯科和平协定》、芬蘭割地求和而劃下句點。醫生取了海赫的髖關節進行移植手術，修復下顎的傷口，前後共開了26刀。多年後，海赫表示，他在被擊中的當下仍拾起他的步槍擊殺了那名射中他的蘇聯士兵。

## 戰後生涯與去世

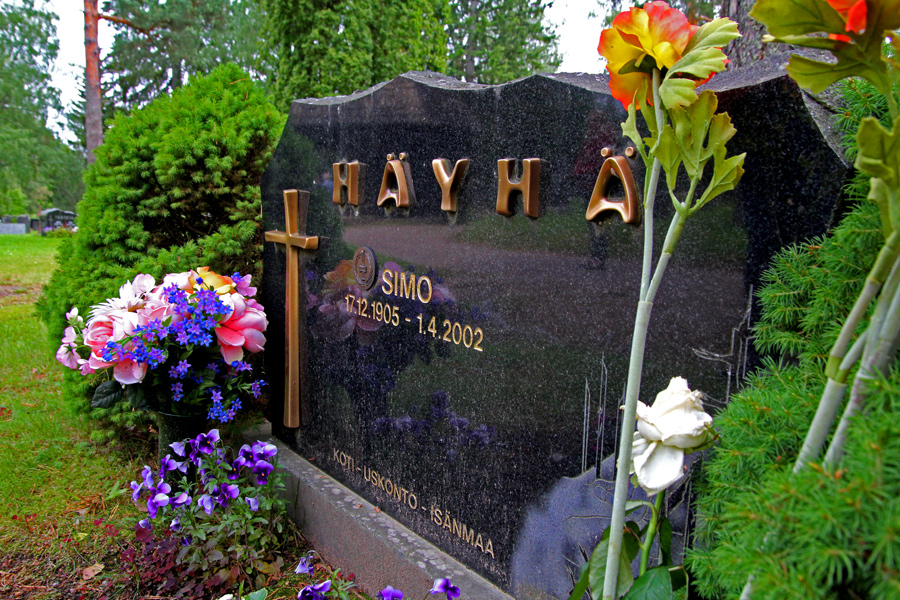
海赫位於芬蘭南卡累利阿區魯奧科拉赫蒂教堂墓園的墓碑

中彈後的海赫失去了下顎大部分的功能，且左臉頰也沒了，因此他沒有參與1941年6月25日芬蘭加入蘇德戰爭而爆發的繼續戰爭。不過他傷勢痊癒的狀況甚佳。戰役結束後不久，芬蘭陸軍元帥卡爾·古斯塔夫·埃米爾·曼納海姆元帥將他從下士直接晉升為少尉，是芬蘭軍事史上晉升最快的軍人。1940年2月25日，海赫獲頒二等自由獎章，同年4月2日獲頒一等自由獎章，6月6日獲頒四等自由十字勳章，1941年6月21日獲頒三等自由十字勳章。此外他也獲頒純銀打造的柯拉戰役十字勳章。
二戰結束後他成為成功的駝鹿獵人與育犬專家，還曾與前芬蘭總統烏爾霍·吉科寧一同打獵一天。海赫故鄉的鄰居送給他一座農場，其位在芬蘭東南方靠近俄羅斯邊界的小鎮魯奧科拉赫蒂。海赫在農場裡蓋了一棟小房子，獨自度過晚年。2000年，海赫住進哈米纳的一所退伍軍人護理之家，並於隔年加入屈米殘疾退伍軍人協會。《赫爾辛基日報》採訪海赫時問他是否對於那些槍下亡魂感到內疚，海赫回答：「我不過只是盡責地做到我被交付的事」。他也曾說過，「打仗不是一次愉快的經驗，但我們不上戰場的話，誰來保護這片土地？」2002年4月1日，海赫在護理之家逝世，享耆壽96歲，遗體葬於芬蘭南卡累利阿區的魯奧科拉赫蒂。

## 身後
海赫是芬蘭人眼中的戰爭英雄，在芬蘭還有一座席摩·海赫博物館。有不少人努力想找到海赫在戰爭中使用的槍。據推測，海赫中彈後將步槍遺落在戰場上，但至今仍未尋獲。2018年3月，海赫傷後撰寫的回憶錄首度被公开。

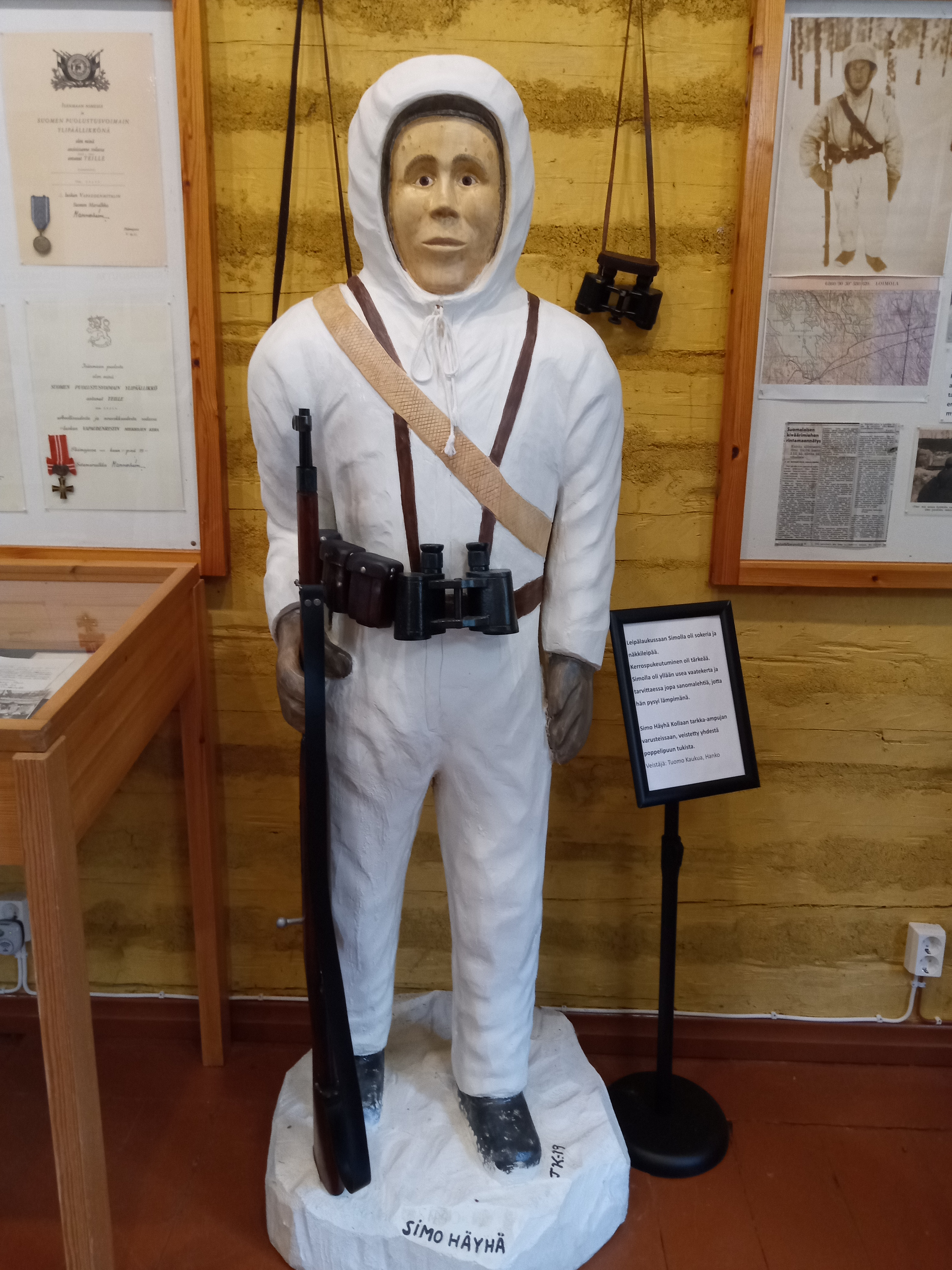
博物館內的海赫雕像

2012年HBO製播的電視電影《戀上海明威》中，女主角瑪莎·蓋爾霍恩曾在二戰期間至芬蘭報導戰事，海赫在該橋段中登場，由美國演員史蒂芬·維格飾演。2017年2月，英國廣播公司（BBC）播出了一段《History Extra》節目「世上最致命的狙擊手：席摩·海赫」（The world's deadliest sniper: Simo Häyhä）。同一年也有報導指出，一部講述海赫生平事蹟的好萊塢電影電影《白色死神》（The White Death）正在籌備當中，預計由大衛·麥克艾洛伊（David McElroy）執導，詹姆斯·波里耶（James Poirier）編劇。不過一直到了2019年，該片的製作計畫仍在停滯當中。
美國作家阿爾納·邦湯·海門威（Arna Bontemps Hemenway）曾經撰寫過一篇與海赫有關的短篇小說《卡累利阿群狼》（Wolves of Karelia），於2019年刊登在雜誌《大西洋》上。海赫也是瑞典力量金屬樂團薩巴頓收錄在2010年專輯《紋章》的一首歌曲《白色死神》（White Death）的靈感來源。
日本方面，海赫在日本作家創作的冬季戰爭題材小說《狙擊冰風 雪妖精與白色死神》（氷風のクルッカ―雪の妖精と白い死神，2013年出版）當中登場。由永川成基原作、白狼作畫的日本漫畫《白色魔女》（白い魔女，2014年起出版）將主角海赫設定為少女。2017年開始連載的漫畫《終末的女武神》中，眾神舉辦人類與神的決鬥，海赫是人類陣營的13人之一。2021年上映的日本動畫《少女與戰車最終章》第三話中，以海赫為原型的繼續高校「白之魔女」洋子出場。

## 備註
1. ↑  二戰時大部分土地被割讓給蘇聯。
2. ↑  今屬芬蘭南卡累利阿區，但有部分土地在二戰時被割讓給蘇聯。
3. ↑  二戰後被割讓給蘇聯，今為俄羅斯維堡區的羅希諾（英语：Roshchino, Leningrad Oblast）。
4. ↑  二戰後被割讓給蘇聯，今為俄羅斯庫羅爾特尼區的綠戈爾斯克。